# Salonina
Julia Cornelia Salonina (posiblemente fallecida en Mediolano, 268) fue una emperatriz romana, esposa del emperador Galieno, nombrada augusta y madre de Valeriano II, Salonino y Mariniano.

## Primeros años

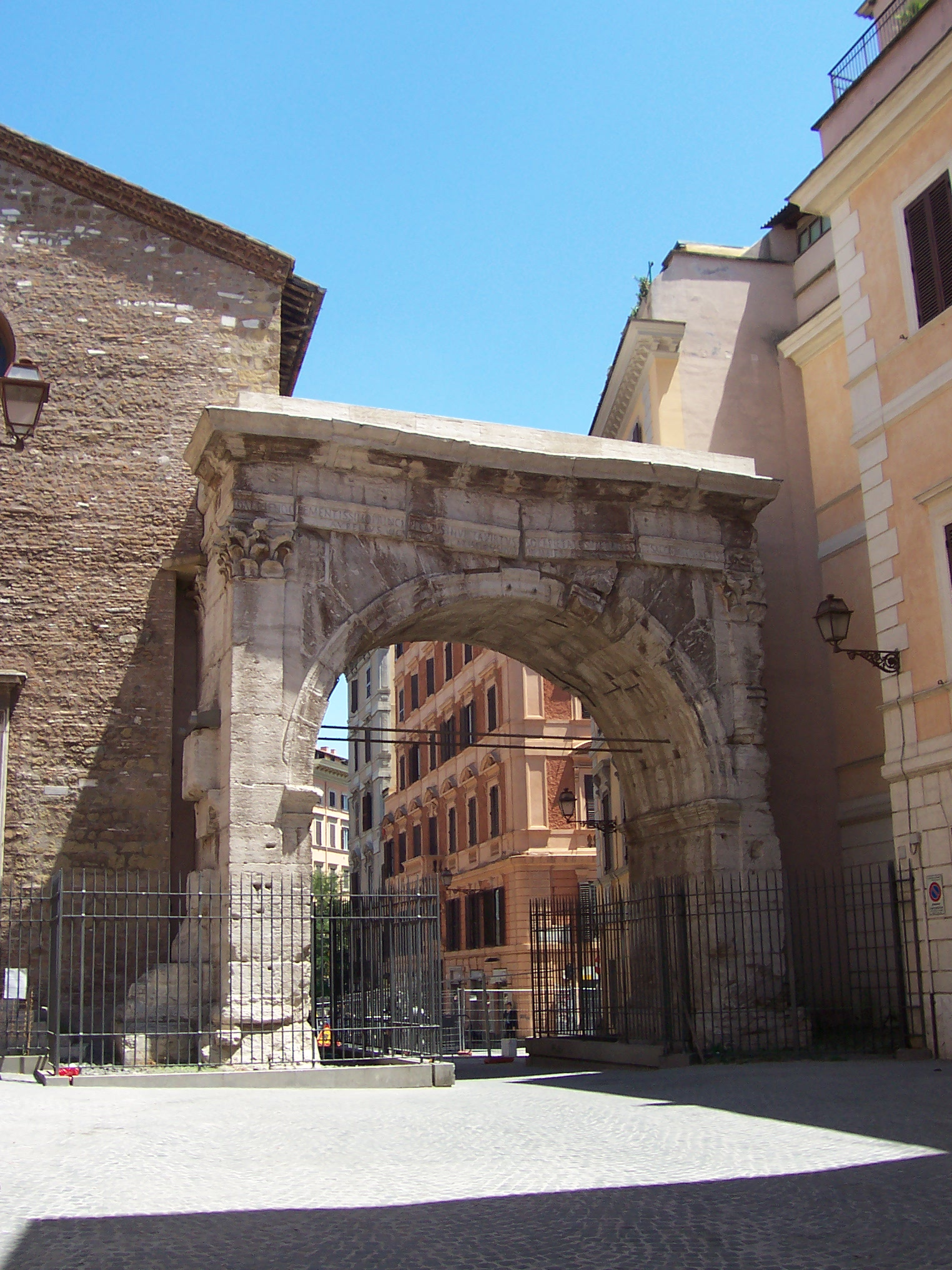
Este arco, una puerta de las murallas servianas de Roma, fue dedicado a Galieno y SALONINAE SANCTISSIMAE AUG, «a Salonina, la más santa Augusta».

El origen de Julia Cornelia Salonina se desconoce. Según una teoría moderna, era de procedencia griega del antiguo reino de Bitinia, entonces parte de la provincia romana de Bitinia y Ponto en Asia Menor, aunque, existe cierto escepticismo sobre esto. Las fuentes antiguas le atribuyen una gran belleza. Se casó con Galieno alrededor de diez años antes de que este ascendiese al trono. 
Cuando su marido se convirtió en emperador conjunto con su padre Valeriano en 253, Cornelia Salonina fue nombrada augusta.En esta época se acuñaron monedas con su retrato. Su nombre aparece en las monedas con leyenda latina como Cornelia Salonina; sin embargo, en las acuñaciones griegas aparecen los nombres Iulia Cornelia Salonina, Publia Licinia Cornelia Salonina y  Salonina Chrysogona (es decir, Salonina Crisógona o «hecha de oro»).
Tanto su esposo como ella manifestaron especial estima por el filósofo neoplatónico Plotino.
Cornelia fue la madre de tres príncipes, Valeriano II, Salonino y Mariniano.
Su destino, después del asesinato de Galieno, durante el asedio a Mediolano en 268, se desconoce. Existen las mismas probabilidades de que se le perdonase la vida como de que fuera ejecutada junto con otros miembros de su familia, por orden del Senado de Roma